# Germano Pegorari
Germano Pegorari (Caspoggio, 20 gennaio 1957) è un ex sciatore alpino italiano.

## Biografia
Pegorari agli Europei juniores di Mayrhofen 1975 vinse la medaglia di bronzo nella discesa libera e gareggiò in Coppa del Mondo almeno fino al 1978, senza ottenere piazzamenti di rilievo; non prese parte a rassegne olimpiche e non ottenne piazzamenti ai Campionati mondiali.

## Palmarès

### Europei juniores
- 1 medaglia[2]:
  - 1 bronzo (discesa libera a Mayrhofen 1975)